# Tetragnatha minitabunda
Tetragnatha minitabunda là một loài nhện trong họ Tetragnathidae.
Loài này thuộc chi Tetragnatha. Tetragnatha minitabunda được Octavius Pickard-Cambridge miêu tả năm 1872.